# Plískov
Plískov är en ort i Tjeckien.   Den ligger i regionen Plzeň, i den centrala delen av landet, 60 km sydväst om huvudstaden Prag. Plískov ligger 464 meter över havet och antalet invånare är 123.
Terrängen runt Plískov är platt åt nordost, men åt sydväst är den kuperad. Runt Plískov är det ganska tätbefolkat, med 120 invånare per kvadratkilometer. Närmaste större samhälle är Rokycany, 15,1 km sydväst om Plískov. I omgivningarna runt Plískov växer i huvudsak blandskog.